# Александър Бурмов
Александър Колев Бурмов е български историк.

## Биография
Завършва славянска филология и история в Софийския университет през 1939 г. Специализира във Виена (1940 – 1941). Доцент в Университета на Скопие (1943 – 1944).
След Деветосептемврийския преврат от 1944 г. Бурмов става секретар на Българското историческо дружество и ръководи неговото подчиняване на формиращия се тоталитарен социалистически режим. През следващите месеци участва активно в чистките на неодобрявани от режима преподаватели в Историко-филологически факултет на Софийския университет.
Хоноруван асистент по българска история в Софийския университет (1945 – 1946). Редовен доцент през 1946 – 1947 г. Професор и ръководител на Катедрата по българска история и история на Византия в Историко-филологическия факултет на СУ (1947 – 1965). Основател и пръв ректор на Великотърновския университет.
Старши научен сътрудник в Института по история при БАН (1950 – 1952)/(1947 - 1958) и завеждащ секция за изворите и библиографията (1947 – 1965). Член-кореспондент на БАН от 1958 г. Основател и главен редактор на списание „Исторически преглед“ до смъртта си.
През есента на 1963 г. на хълма „Света гора“ във Велико Търново започва дейност първият извънстоличен университет, който има за покровители светите братя Кирил и Методий. Сред създателите му са ректорът чл.-кор. проф. Александър Бурмов и зам.ректорът проф.д-р Пеньо Русев. Те подбират първите университетски преподаватели и асистенти от София, ръководят и наблюдават преустройството на старите казармени помещения на Света гора в аудитории, семинарни зали и кабинети, съставят учебни планове и програми, комплектуват първите катедри.
Макар впоследствие склонен да приеме и туранския модел, Бурмов е привърженик на арийската (сарматска) теория за произхода на прабългарите.

## Признание и награди
Носител е на Евтимиева награда на Великотърновския университет (1989, посмъртно)
На професор Александър Бурмов е наречена улица в квартал „Драгалевци“ в София (Карта).
С протокол № 38, решение № 601 на Общинския съвет от 22 март 2013 г. е удостоен със звание „Почетен гражданин на Велико Търново“ (посмъртно).